# Tetragnatha filigastra
Tetragnatha filigastra este o specie de păianjeni din genul Tetragnatha, familia Tetragnathidae, descrisă de Mello-leitão, 1943. Conform Catalogue of Life specia Tetragnatha filigastra nu are subspecii cunoscute.